# Дешифровка
Дешифровка — анализ документа, написанного на неизвестном языке и/или неизвестной системой письма. Чаще всего термин используется по отношению к прочтению древних документов.
О шифровании сообщений и соответствующих математических методах см. статью Криптография. Следует заметить, что в криптографии термины «дешифрование» и «расшифрование» имеют различный смысл.

## Известные объекты дешифровки
- Бехистунская надпись
- Дрезденский кодекс
- Эдикты Ашоки
- Фестский диск (не дешифрован до настоящего времени, предложено несколько сот дешифровок)
- Кодекс Рохонца
- Розеттский камень
- Манускрипт Войнича
- Льняная книга (крупнейший этрусский письменный памятник)
- Ларец Фрэнкса

## Исследование недешифрованных языков
Нередко бывает так, что письменность известна, однако язык не имеет аналогов среди живых. До конца XIX в. данная задача представлялась нерешаемой, однако в связи с появлением в лингвистике логико-комбинаторных методов её решение продвинулось намного вперёд. Так, дешифровка малоазийских алфавитов и лувийских иероглифов происходила параллельно с дешифровкой данных языков ранее неизвестной анатолийской группы. В начале XX в. были дешифрованы ранее неизвестные хурритский и урартский языки. В XX в. довольно подробно реконструирована грамматика этрусского языка, интерпретировано около 200 слов, хотя дешифровка языка ещё не завершена. В ряде случаев комбинаторный анализ позволяет установить генетическую принадлежность или структурно-морфологические характеристики языка, скрытого за недешифрованной письменностью. Так, А. Кобер и М. Вентрис ещё до дешифровки Линейного письма Б определили парадигмы склонения существительных по падежам; Г. Нойман осуществил комбинаторный анализ морфологии Фестского диска, до сих пор недешифрованного, а Ю. Кнорозов пришёл к выводу, что язык протоиндской письменности относится к дравидийским языкам. В начале 21 в. К. Рийи заявил о дешифровке мероитского языка (его версию поддержали многие лингвисты).

## Методы дешифровки
- Сильно помогает наличие двуязычных документов, написанных на неизвестной письменности (неизвестном языке) и другой, известной. Именно Розеттский камень, попав в руки Шампольону, помог ему расшифровать египетскую письменность.
- Необходимо иметь достаточное количество документов, чтобы можно было оценить общее число используемых в письменности символов. Это позволяет делать предположения по поводу одного из первых вопросов расшифровки: какой была система письма — алфавит или абугида (несколько десятков символов), слоговое письмо (порядка сотни) или идеографическая (несколько тысяч)?
- Очень важно правильно определить группу языков, к которой принадлежит расшифровываемый. В особенности верно при расшифровке фонетических письменностей. Линейное письмо Б позволила расшифровать гипотеза, что оно записывало греческий язык. Аналогично, догадка о близости угаритского языка с ивритом привела к разгадке угаритского алфавита. А этрусский язык не поддается расшифровке именно потому, что не удается найти язык, родственный ему.
- Не стоит придавать большого значения форме букв (сравнительный метод привёл в тупик известных дешифровщиков Б. Грозного, В. Георгиева и др.). Практически все известные системы оперируют одним и тем же набором примитивов (круг, крест, чёрточка и т. п.) Необходимо искать внутреннюю структуру слов и фраз, выделять повторяющиеся конструкции и, по возможности, предлагать их интерпретации. Этот же принцип используется при раскодировании шифрованных сообщений — так, линейное письмо Б было расшифровано М. Вентрисом, архитектором по профессии.
- Логико-комбинаторные методы использовал в своей работе уже Гротефенд в начале XIX в., однако начиная со XX в. они получают особенное распространение в связи с тем, что традиционный сравнительный метод оказывается непригоден, когда достоверно неизвестны ни система письма, ни язык. Математический анализ, который провела А. Кобер, позволил выявить некоторые особенности грамматики надписей Линейного письма Б, а также предположить наличие общих гласных или согласных для некоторых слоговых знаков.

## Известные дешифровщики

### Авторы удачных дешифровок
- Принсеп, Джеймс (индийские письменности брахми и кхароштхи)
- Шампольон, Жан-Франсуа (египетские иероглифы)
- Гротефенд, Георг Фридрих (персидская клинопись)
- Роулинсон, Генри Кресвик (персидская клинопись, начало дешифровки других клинописей)
- Сейс, Арчибальд Генри (начало дешифровки лувийских иероглифов и урартского языка)
- Смит, Джордж (ассириолог) (кипрское письмо)
- Грозный, Бедржих (дешифровка хеттского языка, см. также ниже)
- Вентрис, Майкл и Чедвик, Джон (критское Линейное письмо Б)
- Кнорозов, Юрий (письменность майя, письменность долины Инда — последняя дешифровка не общепризнана)
- Фридрих, Йоганнес (завершение дешифровки урартского языка), труды по истории письма
- Мериджи, Пьеро (участие в дешифровке ряда малоазийских алфавитов, труды по критскому письму)
- Рэй, Джон (лингвист) — дешифровка карийского письма
- Вилгельм Томсен (тюркские руны)

### Авторы неудачных дешифровок
- Ибн Вахшия (египетские иероглифы)
- Кирхер, Афанасий (неудачная дешифровка египетских иероглифов)
- Саси, Сильвестр де (неудачная дешифровка египетских иероглифов)
- Юнг, Томас (неудачная дешифровка египетской демотики)
- Георгиев, Владимир (несколько неудачных дешифровок средиземноморских письменностей)
- Грозный, Бедржих (несколько неудачных дешифровок средиземноморских письменностей)
- Дорм, Эдуар Поль (необщепризнанная дешифровка протобиблского письма)
- Молчанов, Аркадий Анатольевич (работы по дешифровке критского письма, неудачная дешифровка Фестского диска)
- Гордон, Сайрус (неудачная попытка прочесть критские надписи по-семитски)
- Зиттиг, Эрнст (неудачные дешифровки критского и кипро-минойского письма)
- Турчанинов, Георгий Фёдорович — российский историк и филолог, автор не признанных современной наукой дешифровок сразу нескольких древних письменностей, которым он приписывал кавказское происхождение
- Шеворошкин, Виталий Викторович — прорыв в дешифровке карийского письма (тем не менее, окончательная дешифровка Дж. Рэя существенно отличалась от предложенной Шеворошкиным)